# دهه ۱۸۰ (پیش از میلاد)
دهه ۱۸۰ (پیش از میلاد) هجدهمین دهه قبل از مبدا شروع تقویم میلادی است.